# Walentina Igoszyna
Walentina Jewgiejewna Igoszyna, ros. Валентина Евгеньевна Игошина (ur. 4 listopada 1978 w Briańsku) – rosyjska pianistka klasyczna.

## Życiorys
Walentina Igoszyna urodziła się w rodzinie muzyków. Jej matka była nauczycielką gry na fortepianie. Walentina pierwsze lekcje muzyki pobierała w domu w wieku czterech lat. W wieku dwunastu lat zamieszkała w Moskwie. Uczyła się w Moskiewskiej Centralnej Szkole Muzycznej oraz w Moskiewskim Konserwatorium Narodowym. Jej nauczycielami byli Siergiej Dorenski i Łarisa Diedowa.

## Osiągnięcia
W 1993, w wieku zaledwie 14 lat, zdobyła pierwszą nagrodę w Międzynarodowym Konkursie Młodych Pianistów „Arthur Rubinstein in memoriam” w Bydgoszczy. W 1997 zdobyła pierwszą nagrodę w Konkursie Pianistycznym im. Siergieja Rachmaninowa w Moskwie. Jako solistka występowała ze słynnymi orkiestrami, m.in. London Philharmonic Orchestra, Melbourne Symphony Orchestra oraz BBC Scottish Symphony Orchestra.